# Korsická kuchyně

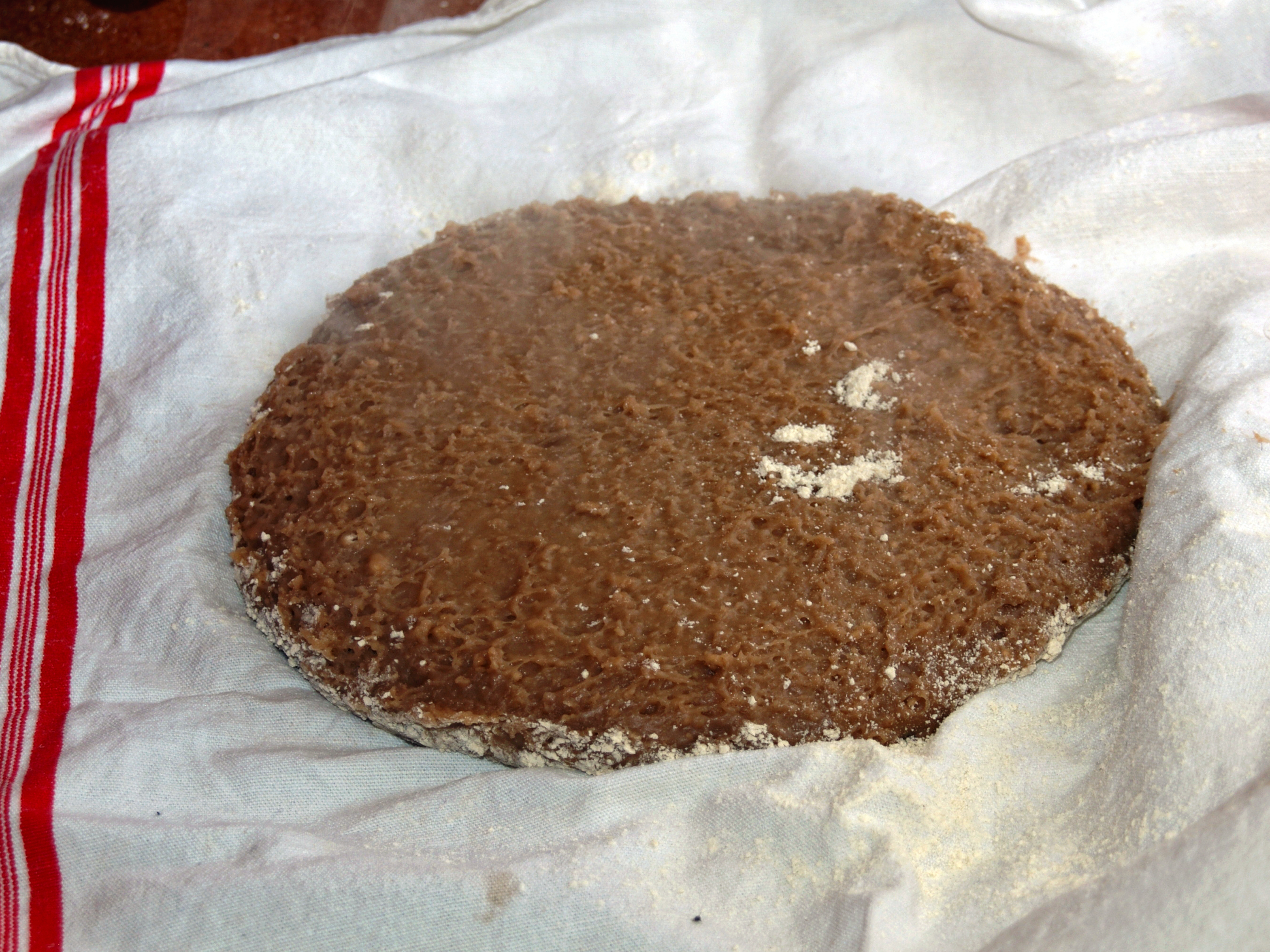
Pulenta

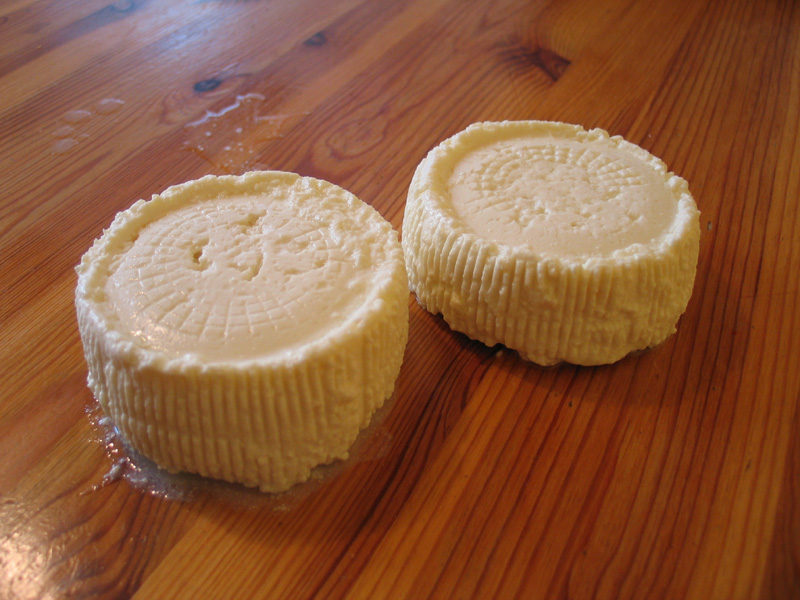
Brocciu

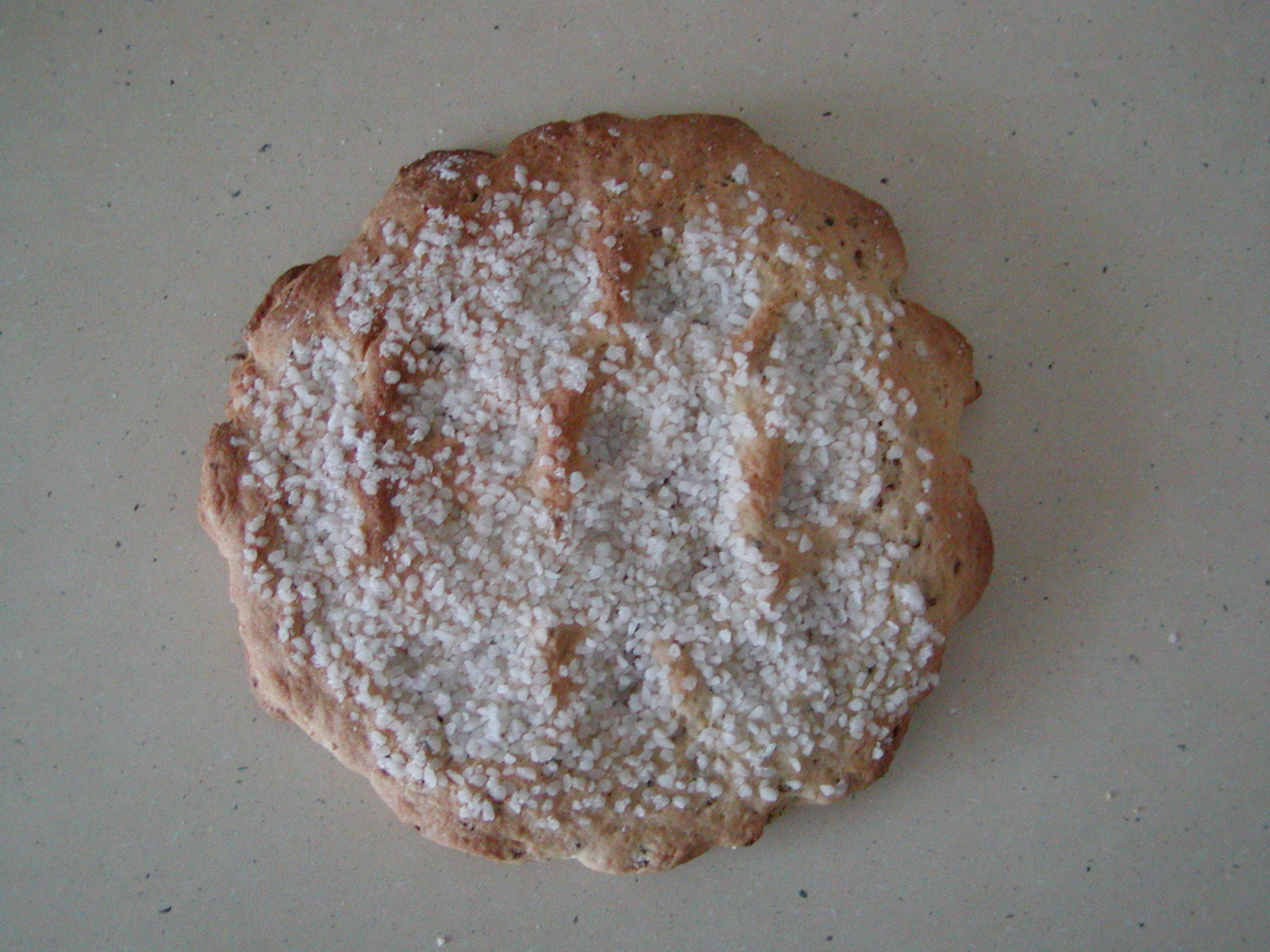
Inuliata

Kuchyně Korsiky je bližší italské kuchyni, než kuchyni francouzské, a to i přesto, že Korsika je součástí Francie. Mezi tradiční suroviny korsické kuchyně patří jedlé kaštany, těstoviny, noky, sýry, maso, ryby, víno a olivový olej.

## Příklady korsických pokrmů
- Pulenta, kaše připravovaná z mouky z jedlých kaštanů. V minulosti byla základní potravinou na Korsice.
- Opékané jedlé kaštany
- Brocciu, kozí syrovátkový sýr
- Ricotta
- Casgiu merzu, sýr napadený hmyzími larvami, obdoba sardinského casu marzu
- Korsika je známa svými uzeninami, které se připravují z vepřového masa z prasat speciálního plemene, která jsou krmena jedlými kaštany
- Minestre, obdoba italské polévky minestrone
- Rybí polévka
- Ragú
- Sanguinaccio, krvavá klobása
- Cacavellu, sladké pečivo z kynutého těsta, kruhového tvaru s dírou uprostřed
- Inuliata, velikonoční pečivo připravovaného z kynutého těsta s olivovým olejem a bílým vínem

## Příklady korsických nápojů
- Víno
- Pivo
- Aquavita, obdoba italského likéru Grappa
- Myrtle, likér z myrty